# 賴品妤
賴品妤（1992年3月2日—），綽號總一，臺灣政治人物和社會運動者，民主進步黨籍，國立臺北大學法律學系學士學位畢業，曾任新北市第十二選舉區立法委員，二〇四六 台灣、這個世代連線成員。曾參與太陽花學運，並擔任當時仍為時代力量籍立法委員林昶佐國會辦公室法案助理。

## 經歷

### 學生時期社會活動
賴品妤從小知聞父親經歷，表示「我爸爸年輕的時候有參與過工運，我的家人不會特別排斥我參與社會運動」。2012年因洪仲丘事件爆發引起的白衫軍運動以及反媒體壟斷運動所興起的反媒體壟斷大遊行出現後，賴開始親自參與許多社會運動。對此她則提到：「你進入了一個圈子，你難免開始關注不同方面的議題，所以久了，的確對自己過去的價值觀會有很大的影響，譬如說我覺得更能去看到過去沒有看到，可能比較弱勢的族群。」
在2013年8月臺灣學生運動團體黑色島國青年陣線宣告成立後，賴品妤便開始積極參與相關的活動。同年11月26日，中國大陆海峽兩岸關係協會會長陳德銘前往海峽交流基金會並且拜訪董事長林中森，而不滿陳德銘對《兩岸服務貿易協議》施加壓力的黑色島國青年陣線20多名學生便計畫在海峽交流基金會附近高舉標語牌抗議。但是隨後便立刻在海峽交流基金會前方和側邊小巷與警方爆發衝突，其中賴品妤、黃燕茹和賴郁棻3名女學生以管制區名義遭到10名女警手勾手圍在牆壁上，後來賴品妤更被警察一路拖行至海峽交流基金會門口才放走。當天她接受採訪時也表示，受到中國大陸勞工相對便宜以及環境法令寬鬆的影響，將導致臺灣產業為了與之中國大陆抗衡，而將使得臺灣勞工薪資水準停滯不前。
由於賴品妤本身是個動漫愛好者，自己也喜歡自拍和Cosplay裝扮，吸引許多粉絲關注。而在2013年12月臺北市政府都市計畫委員會所引發的華光社區拆除事件中，賴品妤便決定將該拆除議題與Cosplay結合而讓自己扮演成《新世紀福音戰士》中的角色綾波零，並且希望透過在華光社區建築遺骸中拍照留下的影像作品引起更多人的重視。對此她後來表示：「我總是覺得自己在社會運動這塊，能做的事情好像不多，後來華光社區要全面強拆，覺得可以用自己的方式留下紀錄，如果能引起更多動漫迷的注意也不錯。」同時她認為一般自拍照比較注重他人對於照片的評價，但是Cosplay則是著重自己跟喜愛的角色之間對話，並且也能夠藉由上傳照片來與同好討論動漫作品。而在2014年1月發生的中華民國教育部其高中歷史課綱調整引起去臺灣化的爭議中，她則指出在中華民國教育部提出的課綱新草案中，當代臺灣歷史部分僅強調《開羅宣言》以及臺灣在於國際法地位確定的過程，但是卻淡化了原先《舊金山和約》與《臺灣關係法》的內容。

#### 太陽花學運
2014年3月18日時，原本只計畫參加反服貿抗議晚會的她，後來才瞭解到其他黑色島國青年陣線成員計畫分成三路佔領立法院，之後為了讓後面的成員順利進入，她也努力往前擠，而成為前幾位進入議場的人員。在佔領議場後她擔任糾察員，並且負責第一線的狀況，在3月18日當天晚上與警方對峙時，因為其穿著紫色上衣，站在由椅子堆疊成的路障上，而在許多抗議群眾中十分顯目，之後便因為這一表現導致新聞媒體的關注與報導，而一些評論甚至稱呼其為「社運女神」或者是「悍妞」。

#### 張志軍事件
2014年6月26日，張志軍訪台時，賴品妤與魏揚等10多人，於烏來台9甲10.2公里處在新烏路兩車道拉上鐵鍊和繩索封鎖道路，並將鐵鍊纏繞在腰上，阻張志軍車隊前往。護送車隊之警方即在十分鐘內撬開鐵鍊、將抗議學生抬離、逮捕。事後，台北地檢署依妨害公眾往來安全罪、強制罪將魏揚、賴品妤等參與者8人提起公訴。2015年1月20日，台北地院進行準備程序審查庭，被告若認罪，即可由法官依案件流程管理制度，進行簡式判決，被告8人一致當庭表示「我不認罪」。
2015年3月3日，台北地院開庭審理，8人再度強調為抗議馬英九政府對中國大陆政策與張志軍來臺，以行動表達言論自由，主張自己無罪。2016年1月15日，台北地院認定魏揚等8人成立強制罪，但考量基於公益目的而犯罪，判8人免刑，妨害公眾往來安全則判無罪。魏揚等人主張行動具有公益性，應判全部無罪，再經上訴，高等法院認定魏揚等人被控強制罪及公共危險罪，罪嫌不足，於2017年2月9日改判無罪。

### 參政
在太陽花學運後，賴品妤加入正在參選立法委員的時代力量幹部林昶佐的團隊，在林昶佐當選後，賴品妤也加入其國會辦公室擔任法案助理。
原新北市第十二選舉區立法委員為時代力量黃國昌，因故宣布轉戰不分區立委，不再競選連任，欲交棒給幕僚賴嘉倫。這使得民主進步黨決定在該選區繼續推派選將披掛出征，幾經考量後，徵召出身當地的賴品妤。賴品妤在2019年9月宣布代表民進黨參選新北市第十二選舉區時鞠躬，不慎讓頭髮勾到麥克風，還把麥克風套撞飛，民主進步黨主席卓榮泰只好笑著撿回麥克風套。這事件引爆網友熱議，使賴品妤一夕爆紅。賴品妤對上的是時代力量的賴嘉倫與中國國民黨的李永萍，最終以2000多票之差險勝。
2024年賴品妤競逐連任，雖然在金山區、萬里區、瑞芳區、平溪區、雙溪區及貢寮區皆領先對手廖先翔，但於最大票倉汐止以約一萬六千票落後對手，最終以約一萬票之差未能連任，不過依然是單一選區兩票制施行以來，首位新北市第十二選區之民進黨立委，亦是得票最高、首度在瑞芳取得領先的民進黨籍候選人。

### 其他
2024年2月1日，中華動漫出版同業協進會聘任賴品妤為無給職顧問。

## 第十屆立法委員

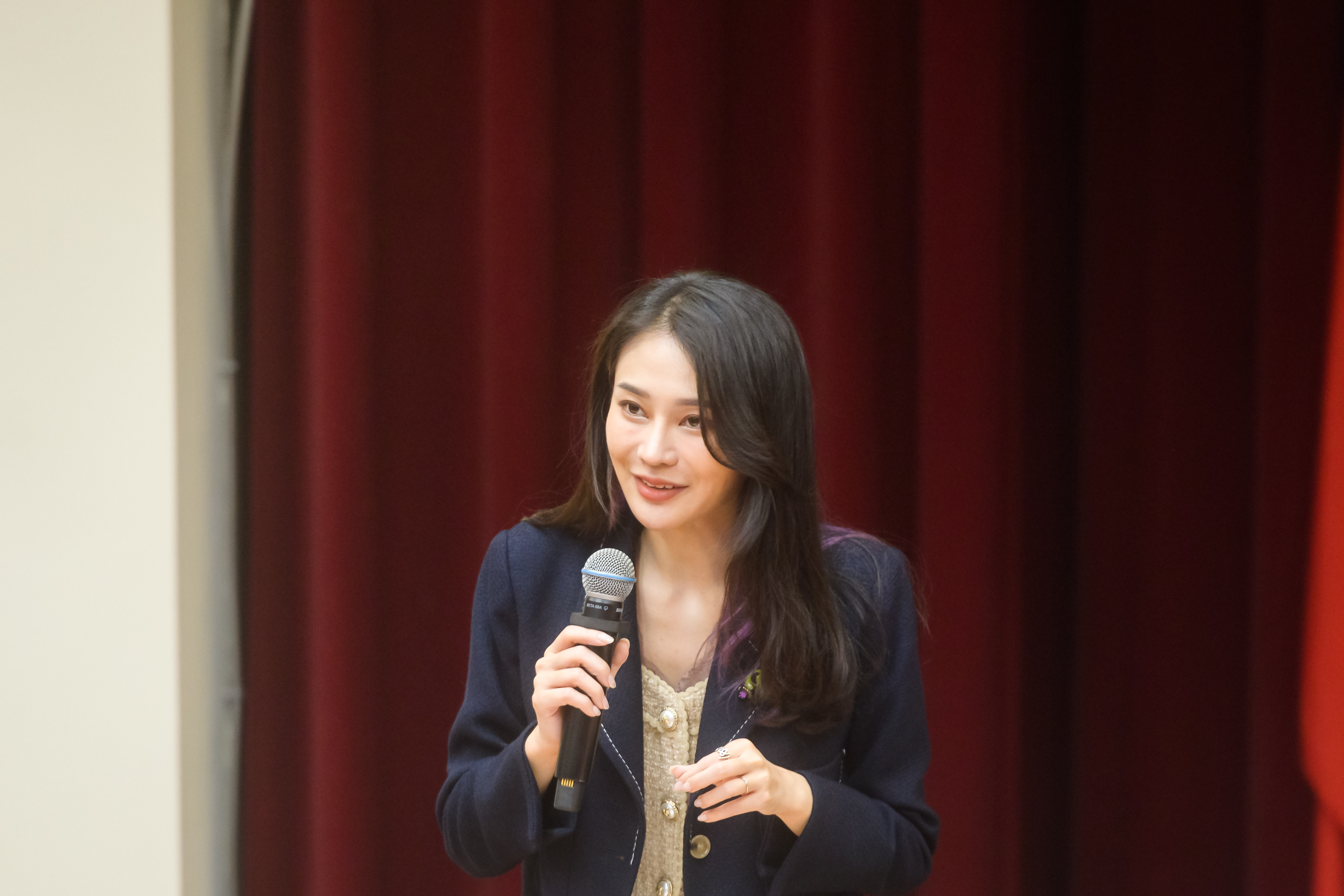
賴品妤在第十屆立法委員任內

2020年2月26日，第十屆立法院進行常任委員會抽籤，賴品妤抽中教育及文化委員會。
2020年10月16日，賴品妤宣布與苗栗縣議員曾玟學、立法委員林昶佐、洪申翰、基隆市議員張之豪、台北市議員林穎孟、林亮君、黃郁芬、新北市議員戴瑋姍、高雄市議員黃捷、高閔琳及台中市議員黃守達等人組成「二〇四六 台灣」。
2022年3月7日，賴品妤當選教育及文化委員會召集委員，亦為該會最年輕之召委。

### 促成汐東捷運核定
2021年11月2日，賴品妤針對捷運汐東線進度質詢行政院院長蘇貞昌及交通部部長王國材，要求行政院應積極督導。2022年10月11日，賴品妤於立法院院會中再度質詢時任行政院院長蘇貞昌進度，蘇貞昌表示，交通部將盡速審議。2022年12月21日，賴品妤於立法院交通委員會向交通部部長王國材追蹤進度，王國材表示已與行政院秘書長李孟諺討論出共識，汐東捷運計畫會在擬定但書後於農曆年前核定。2023年1月11日，賴品妤赴行政院要求「汐東捷運先行推動」，行政院秘書長李孟諺保證農曆年前一定核定。2023年1月13日，汐東捷運正式獲得行政院核定。

### 推動汐科車站改善
2021年10月26日，汐止區汐科火車站 因月台過窄等問題被評為「超恐怖車站」，賴品妤要求交通部鐵道局提出改善方案，同時亦爭取車站升格，讓民眾有安全的汐科站可以使用。 2021年12月14日，交通部長王國材 應賴品妤要求，協同台鐵局長杜微、鐵道局長伍勝園等人前往台鐵汐科站視察，並當場承諾改善出口空間、拓寬樓梯及人行道寬度，以提升服務品質。 2022年4月22日，賴品妤與民進黨籍立委沈發惠共同召開協調會，要求台鐵針對旅客人流較大的高架車站汐科站、五堵站製定消防防護計畫，以確保公共安全。2022年6月14日，賴品妤促使交通部長王國材 至汐科火車站 視察並宣佈，為了改善台鐵汐科站南北長達565公尺將增設中站出入口、設置連通道，二〇二五年底完工啟用。

### 國道三號延伸至金山萬里
2020年7月10日，賴品妤、沈發惠、新北市議員張錦豪共同召開公聽會，要求建立國道三號直達金萬專用道，交通部政務次長陳彥伯承諾將進行可行性評估。

### 質詢居住權益
2023年1月，賴品妤推動平均地權條例修正通過並表示，對落實居住正義、彌平世代落差來說，此次只算是前進了一步，可以想見接下來勢必迎來房地產業者的反撲，政府一定要挺住改革的立場。2023年3月8日，賴品妤針對房貸補貼可能出現的借名登記問題提出質詢，內政部長林右昌承諾將以稅籍資料去做勾稽、避免。2023年3月14日，賴品妤指出「社宅的高租金讓很多青年無法負擔、抽籤制也讓社宅看的到住不到。」，要求內政部研擬「可負擔租金公式」、「輪候制」，林右昌對此表示沒有問題。

### 關注青年貧窮問題
2023年2月17日，賴品妤爭取到全民共享經濟案納入「學貸補助」，但她表示「除了一次性補貼，希望未來4萬元緩繳門檻也應該修正。」2023年3月6日，賴品妤於質詢中指出，物價上漲背後代表的青年貧窮、世代不正義是不爭的事實，促教育部長潘文忠同意檢討學貸緩繳門檻。2023年3月8日，召開記者會呼籲行政院應將新生兒也納入發放6000元現金的對象，希望作為協助年輕爸媽降低負擔的「實質育兒補助」，後財政部同意。

### 反核四重啟
賴品妤為龍門核能發電廠（第四核能發電廠）所在地貢寮區之立法委員，其多次公開表示，「只要她在東北角的一天，便堅持反核四重啟」。並針對2021全國性公投之核四重啟案進行多次反對行動、召開記者會，最終該案未通過。2023年8月9日，國民黨總統候選人侯友宜在發表能源政策時，談到「以核減煤」，聲稱會在任內將核一、核二、核三檢修延役，同時不排除重啟核四。賴品妤於同日召開記者會予以抨擊，並爆粗口說「重啟個屁」。由於其父賴勁麟擔任雲豹能源董事長，從而引起網路的爭議。民進黨團對此召開記者會，立委洪申翰說明這是國際間常見的SPV(一案場一公司)模式，並稱財經界已受不了藍營的無知。賴品妤隨後也召開記者會發布三點聲明回擊，並將對不實抹黑內容提告。

## 選舉紀錄
| 年度 | 選舉屆數             | 選舉區             | 所屬政黨   | 得票數 | 得票率 | 當選標記 | 備註 |
| ---- | -------------------- | ------------------ | ---------- | ------ | ------ | -------- | ---- |
| 2020 | 第十屆立法委員選舉   | 新北市第十二選舉區 | 民主進步黨 | 84,393 | 45.36% |          |      |
| 2024 | 第十一屆立法委員選舉 | 新北市第十二選舉區 | 民主進步黨 | 81,937 | 45.03% |          |      |

## 外部連結
- 賴品妤的Facebook專頁
- 品妤 賴的Facebook專頁
- 總一 Souichi Cosplay的Facebook專頁
- 品妤 賴的Instagram帳戶
- YouTube上的賴品妤國會頻道
- 立法院 -賴品妤委員簡介 （页面存档备份，存于）